# 神奈川県道104号鶴見停車場線

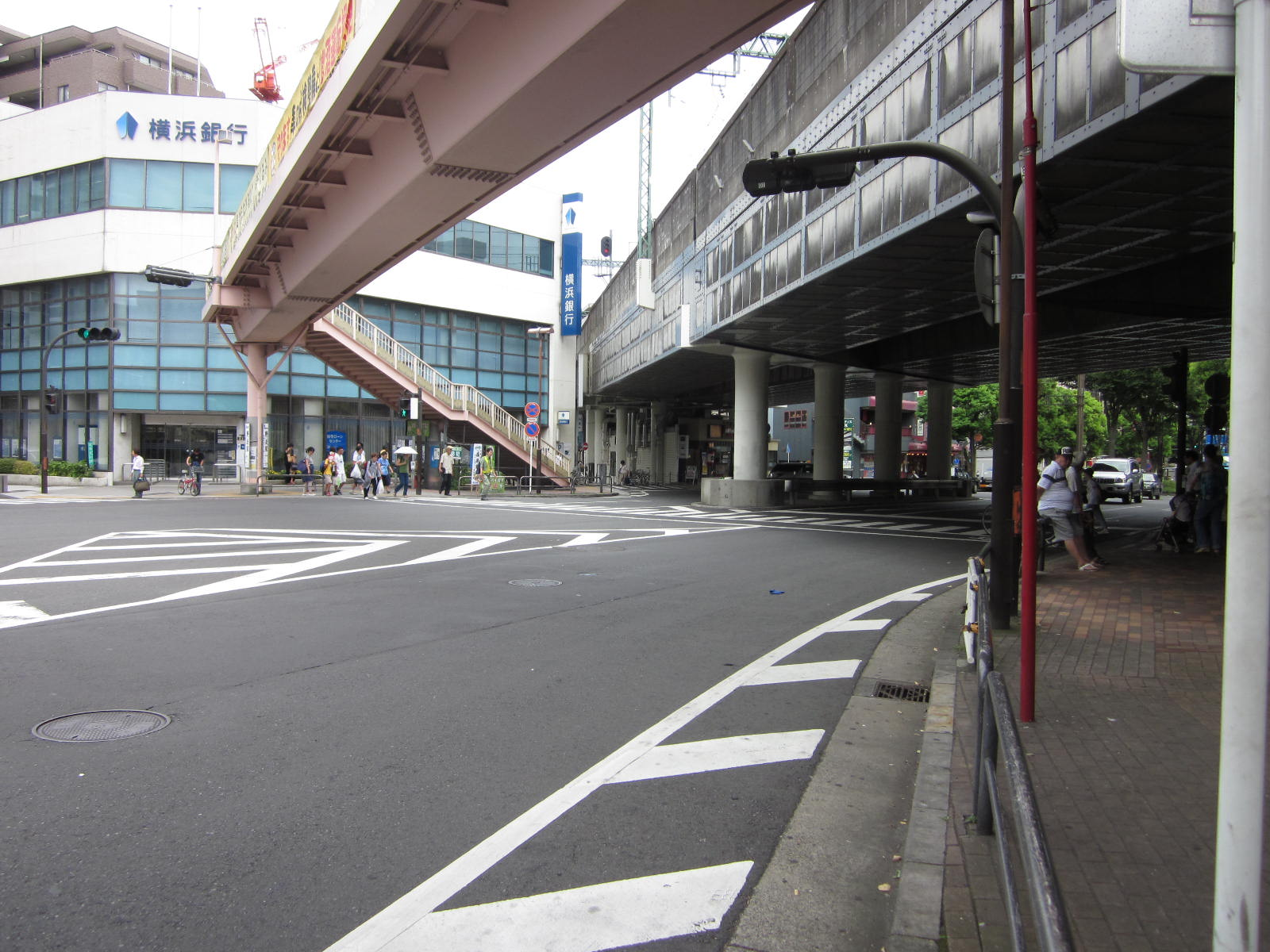
起点付近の様子（右奥方向が本路線）

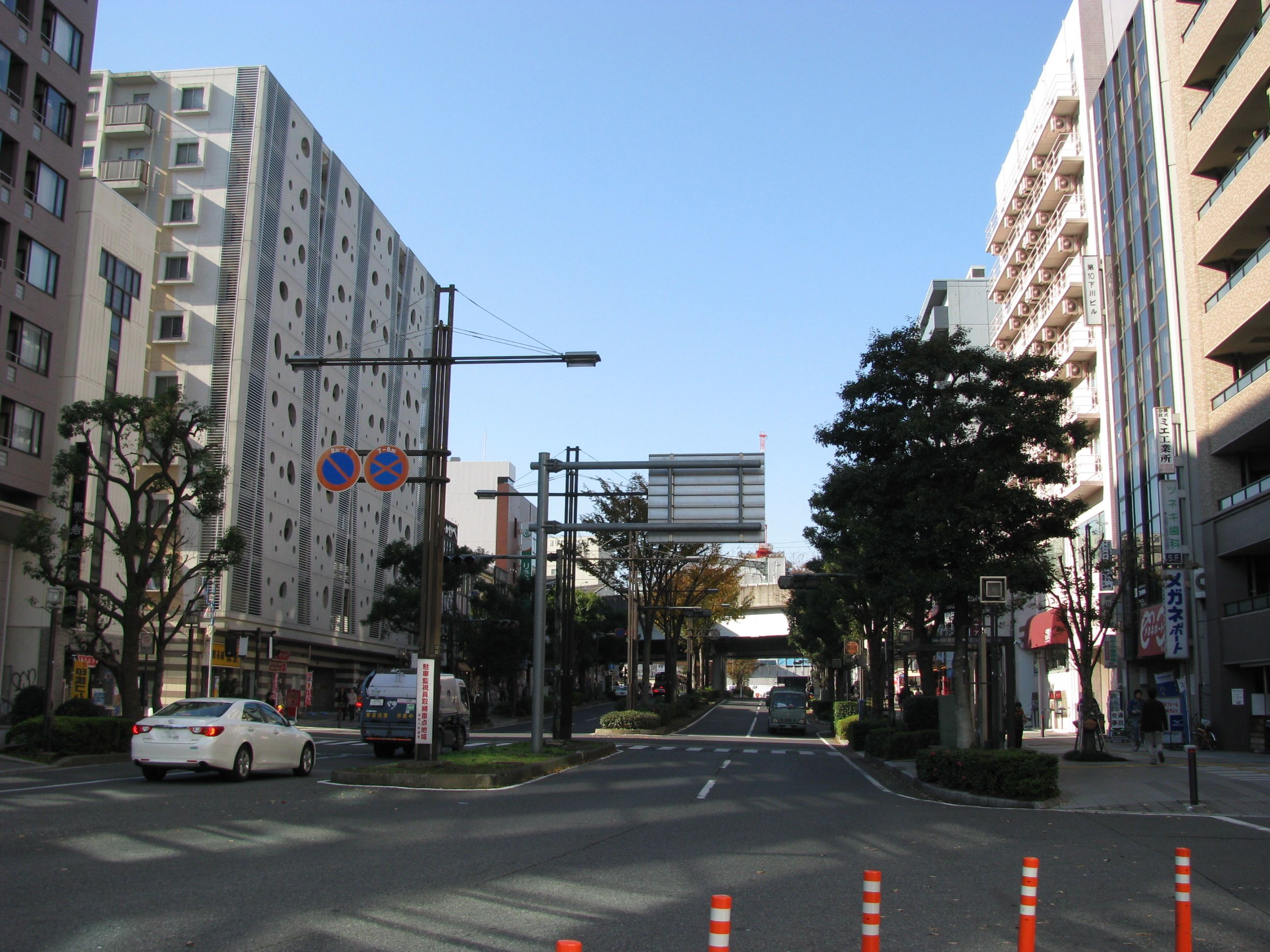
神奈川県道104号鶴見停車場線
鶴見駅入口交差点付近から鶴見駅方向を望む
（2011年12月10日）

神奈川県道104号線鶴見停車場線（かながわけんどう104ごう つるみていしゃじょうせん）は、神奈川県横浜市鶴見区を起点・終点とする一般県道である。横浜市管理道。
JR鶴見駅と国道15号を結ぶルートとなっている。
鶴見駅前（JR鶴見駅東口のバスターミナル）を起点とする臨海部、川崎駅方面の路線バスのほぼ全系統が通行するため、バスの往来が多い。
終点の交差点（国道15号と交差）には横断歩道がなく、歩行者と自転車は地下道を使用して交差点を通過する必要がある。この地下道には2017年から2018年にかけてエレベーターが整備された。

## 概要
- 起点 横浜市鶴見区鶴見中央（JR鶴見駅前）
- 終点 横浜市鶴見区鶴見中央（国道15号鶴見駅入口交差点）
- Google マップ

交差点付近を除き、車線数は4（片側2車線）となっている。また中央分離帯が整備されている。

## 接続する道路
- 国道15号（第一京浜・鶴見駅入口交差点）
- 旧東海道（京急鶴見駅付近で交差）

## 周辺
- JR鶴見駅
- 京急鶴見駅
- 横浜銀行鶴見支店
- りそな銀行鶴見支店
- 清月（和菓子店）
- ナイス本社（鶴見駅入口交差点）